# Nikto Web Scanner
Nikto Web Scanner je v informatice název bezpečnostního nástroje, který zjišťuje, zda se na webovém serveru nevyskytují nebezpečné CGI skripty, zastaralý software a jiné problémy. Provádí obecné i specializované testy.
Softwarová část nástroje je open source a je šířena pod licencí GPL, avšak definiční soubory, kterými se řídí, volné nejsou.